# .35 Remington

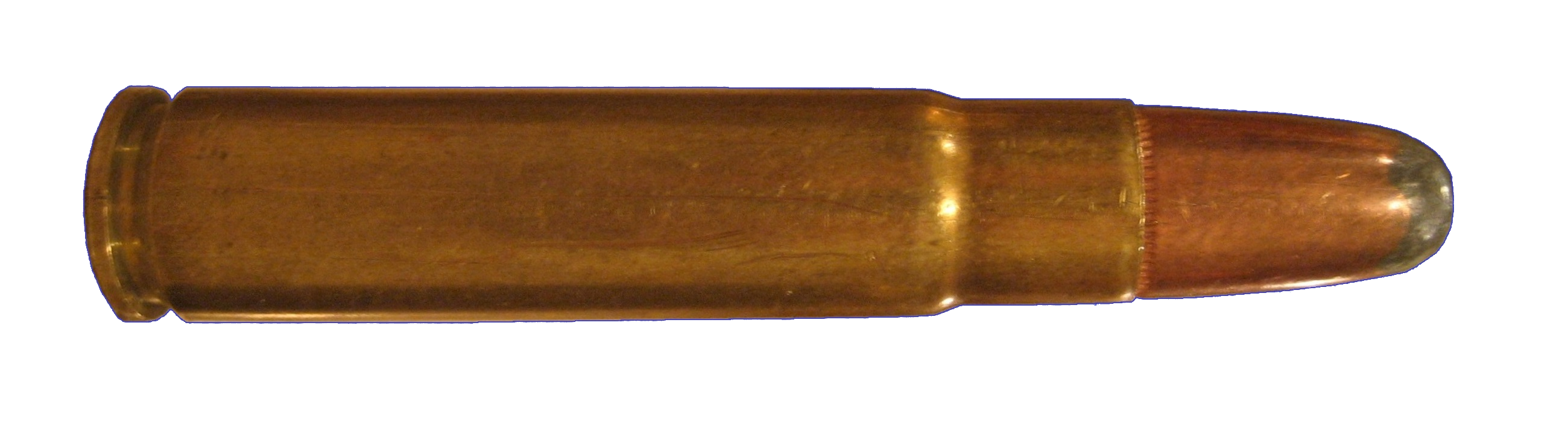
Um cartucho .35 Remington.

O .35 Remington (8,9×49mm) é um cartucho de fogo central para rifle, sem aro em formato de "garrafa", produzido pela Remington Arms nos Estados Unidos a partir de 1906. O .35 Remington foi introduzido como munição padrão de médio calibre para o rifle Remington Model 8 em 1908, e contina sendo produzido comercialmente. O .35 Remington também é conhecido por outras designações, como por exemplo: 9×49mm Browning e 9mm Don Gonzalo.

## Histórico

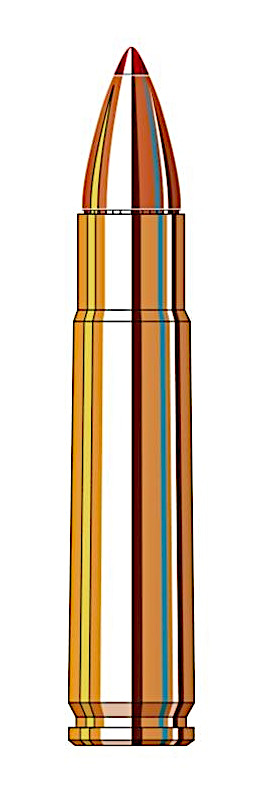

Com o passar dos anos, o .35 Remington foi utilizado em uma variedade de rifles pela maioria dos fabricantes de armas de fogo e continua em popularidade até hoje no Marlin Model 336 e no Henry Side Gate, ambos por ação de alavanca. É também um cartucho popular para pistolas de caça de tiro único, como a Thompson/Center Contender e a Remington XP-100. Para os caçadores em busca de uma boa arma de caça em florestas, (ou seja, um rifle de médio porte com recuo moderado, para distâncias curtas a médias), o .35 Remington é popular, ficando em segundo lugar para o .30-30 Winchester. O .35 Remington possui um pequeno, mas fiel, grupo de adeptos no nordeste e em áreas do sul dos Estados Unidos.
O .35 Remington usa uma bala de peso médio a pesado e tem recuo moderado com base em um nível de pressão moderado de 33.500 CUP, conforme definido pela SAAMI. A carga normal de fábrica consiste em uma bala de ponta redonda de 200 grãos com uma velocidade de cano de 2.080 pés por segundo. Esta bala de 200 grãos é quase 18% mais pesada do que a bala de 170 grãos do .30-30 e tem uma área frontal 16% maior. Isso dá a ele um aumento substancial no poder sobre o .30-30, especialmente quando usado em espécies de animais maiores.
A Remington ajudou a promover a vantagem de potência que o .35 Remington tinha sobre o .30-30 por meio de uma série de campanhas publicitárias no início do século XX. Um de seus anúncios até divulgou a capacidade do .35 Remington de penetrar em uma placa de aço de 5/16", o que o .30-30 não conseguia.
O .35 Remington é considerado um cartucho excelente para cervos, alces, ursos-negros e outros animais médios e grandes, desde que as distâncias sejam razoáveis. A Hornady atualmente produz um cartucho .35 Remington em sua linha LEVERevolution® que apresenta uma bala Spitzer com ponta de borracha e é segura para uso em rifles por ação de alavanca ou por ação de bombeamento com carregadores tubulares.

## Dimensões

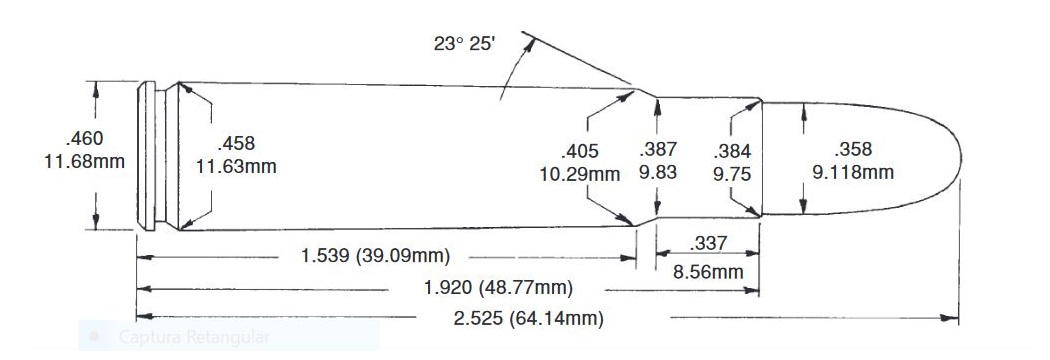